# Rhinoclavis vertagus
Rhinoclavis vertagus is een slakkensoort uit de familie Cerithiidae. De wetenschappelijke naam werd gepubliceerd in 1767 door Carl Linnaeus.